# Хосе Карлос Сомоса
Хосе Карлос Сомоса (на испански: José Carlos Somoza) е испански писател, автор на бестселъри в жанра трилър с фантастичен елемент в тях.

## Биография
Роден е на 13 ноември 1959 г. в Хавана, Куба. Семейството му се мести по политически причини в Кордоба, Испания през 1960 г.
Завършва с бакалавърска степен медицина в Мадридския университет и специализира психиатрия. След дипломирането си решава да пише и изпраща ръкописите си на различни издатели. Първият му трилър „Planos“ е публикуван през 1994 г. Той е удостоен с награда и вниманието на читателите и критиката. Успехът го мотивира да се откаже от медицината и да се посвети изцяло на писателската си кариера.
Хосе Карлос Сомоса живее със семейството си в Мадрид.

## Произведения
- Planos (1994)
- El silencio de Blanca (1996)
- Miguel Will (1997)
- Cartas de un asesino insignificante (1999)
- La ventana pintada (1999)
- La caverna de las ideas (2000) – награда „Златен кинжал“
Пещерата на идеите, изд.: ИК „Колибри“, София (2005), прев. Людмила Петракиева
- Dafne desvanecida (2000)
- Clara y la penumbra (2001) – награда „Фернандо Лара“ (2001) и „Дашиъл Хамет“ (2002)
Клара и сянката, изд.: ИК „Колибри“, София (2006), прев. Людмила Петракиева, Катя Диманова
- La dama número trece (2003)
- La caja de marfil (2004)
- El detalle (2005) – съдържа „Planos“, „El detalle“ и „La boca“
- Zig Zag (2006)
Зиг-заг, изд.: ИК „Колибри“, София (2009), прев. Маня Костова
- La llave del abismo (2007)
Ключът към бездната, изд.: ИК „Колибри“, София (2011), прев. Катя Диманова
- El cebo (2010)
Стръв, изд.: ИК „Колибри“, София (2012), прев. Марин Галовски
- Tetrammeron (2012)
Тетрамерон : историите на Соледад, изд.: ИК „Колибри“, София (2015), прев. Захари Омайников
- La cuarta señal (2014)
- Croatoan (2015)
- El origen del mal (2018)
- Estudio en negro (2019)
- El signo de los diez (2022)

## Награди
- Premio de Teatro Radiofónico Margarita Xirgu 1994 за Langostas
- Premio La Sonrisa Vertical 1996 за Silencio de Blanca
- Premio Café Gijón 1998 за La ventana pintada
- Premio Fernando Lara 2001 за Clara y la penumbra[1]
- Златен кинжал 2002 за Пещерата на идеите
- The Hammett Prize of black novel 2002 за Clara and the penumbra
- Flintyxan Award за най-добър исторически криминален роман за The Cave of Ideas на Асоциацията на шведските писатели на романи (2004)
- Premio Ciudad de Torrevieja 2007 за La llave del abismo